# Objaw Phalena
Objaw Phalena, próba Phalena (ang. Phalen’s manoeuvre) – objaw chorobowy opisany przez amerykańskiego ortopedę George’a Phalena, występujący w zespole cieśni nadgarstka. Próbę przeprowadza się, zginając nadgarstek na okres 60 sekund – objaw jest dodatni, gdy po czasie tym wystąpi uczucie mrowienia, promieniujące w kierunku ramienia.